# Орвил Рајт
Орвил Рајт (19. август 1871 — Дејтон, 30. јануар 1948), један од двојице браће Рајт, амерички пилот и конструктор авиона, пионир авијације, који је 1903. године с братом Вилбуром, у авиону који су сами конструисали, извео први лет у историји ваздухопловства.
Први лет су извели 17. децембра 1903. године, а 1908. године су заинтересовали Министарство рата САД и потписали уговор о производњи првог војног авиона. После смрти брата Вилбура 1912. године наставио је сам да води фирму „Рајт“. Свој удео је продао 1915. године и од тада је самостално радио на развоју авиона. Године 1929. добио је тек установљену медаљу „Данијел Гугенхајм“ за заједнички допринос, са братом Вилбуром, у развоју авијације.